# Handlebars (moteur de template)
Pour les articles homonymes, voir Handlebars et HBS.
Handlebars ou HBS est un moteur de template, le projet a été créé par Yehuda Katz en 2010.
Handlebars étend les fonctionnalités de Mustache (système de template sans-logique/logic-less), tout en étant compatible avec les gabarits de ce dernier.
À la différence de Mustache, Handlebars ne se veut pas purement sans-logique et introduit des mécanismes de logique (p. ex. #if, #with, #each, etc.).

## Fonctionnalités
- compilation des templates (meilleures performances) ;
- fournit des éléments de logique de base (#if, #unless, #with, #list, #each) ;
- principe d'helpers (créé une fonction javascript invocable avec la syntaxe {{maFonction arguments}}) ;
- fournit l'élément {{this}} (utilisable dans les blocs pour retourner l’élément courant) ;
- méthode Handlebars.SafeString() pour échapper les contenus.